# Lijst van voetbalinterlands Ierland - Sovjet-Unie
Deze lijst van voetbalinterlands is een overzicht van alle officiële voetbalwedstrijden tussen de nationale teams van Ierland en de Sovjet-Unie. De landen speelden acht keer tegen elkaar. De eerste ontmoeting, een kwalificatiewedstrijd voor het Wereldkampioenschap voetbal 1974, werd gespeeld in Dublin op 18 oktober 1972. Het laatste duel, een vriendschappelijke wedstrijd, vond plaats op 25 april 1990 in de Ierse hoofdstad.

## Wedstrijden
| № | Plaats   | Datum             | Competitie           | Wedstrijd             | Uitslag |
| - | -------- | ----------------- | -------------------- | --------------------- | ------- |
| 1 | Dublin   | 18 oktober 1972   | WK 1974 kwalificatie | Ierland – Sovjet-Unie | 1 – 2   |
| 2 | Moskou   | 13 mei 1973       | WK 1974 kwalificatie | Sovjet-Unie – Ierland | 1 – 0   |
| 3 | Dublin   | 30 oktober 1974   | EK 1976 kwalificatie | Ierland – Sovjet-Unie | 3 – 0   |
| 4 | Kiev     | 18 mei 1975       | EK 1976 kwalificatie | Sovjet-Unie – Ierland | 2 – 1   |
| 5 | Dublin   | 12 september 1984 | WK 1986 kwalificatie | Ierland – Sovjet-Unie | 1 – 0   |
| 6 | Moskou   | 16 oktober 1985   | WK 1986 kwalificatie | Sovjet-Unie – Ierland | 2 – 0   |
| 7 | Hannover | 15 juni 1988      | EK 1988              | Ierland – Sovjet-Unie | 1 – 1   |
| 8 | Dublin   | 25 april 1990     | Vriendschappelijk    | Ierland – Sovjet-Unie | 1 – 0   |

## Samenvatting
| Competitie        | Totaal gespeeld | Winst Ierland | Gelijk | Winst Sovjet-Unie | Doelsaldo Ierland – Sovjet-Unie |
| ----------------- | --------------- | ------------- | ------ | ----------------- | ------------------------------- |
| WK-kwalificatie   | 4               | 1             | 0      | 3                 | 2 − 5                           |
| EK-eindronde      | 1               | 0             | 1      | 0                 | 1 − 1                           |
| EK-kwalificatie   | 2               | 1             | 0      | 1                 | 4 − 2                           |
| Vriendschappelijk | 1               | 1             | 0      | 0                 | 1 − 0                           |
| Totaal            | 8               | 3             | 1      | 4                 | 8 − 8                           |